# 麦克唐纳陨石坑
麦克唐纳陨石坑（McDonald）是位于月球正面雨海中部的一座小撞击坑，其名称分别取自美国银行家暨捐助人威廉·约翰逊·麦克唐纳（1844年-1926年）和苏格兰天文学家暨政治家托马斯·洛吉·麦克唐纳（1901年-1973年），1973年被国际天文学联合会正式接受。

## 描述

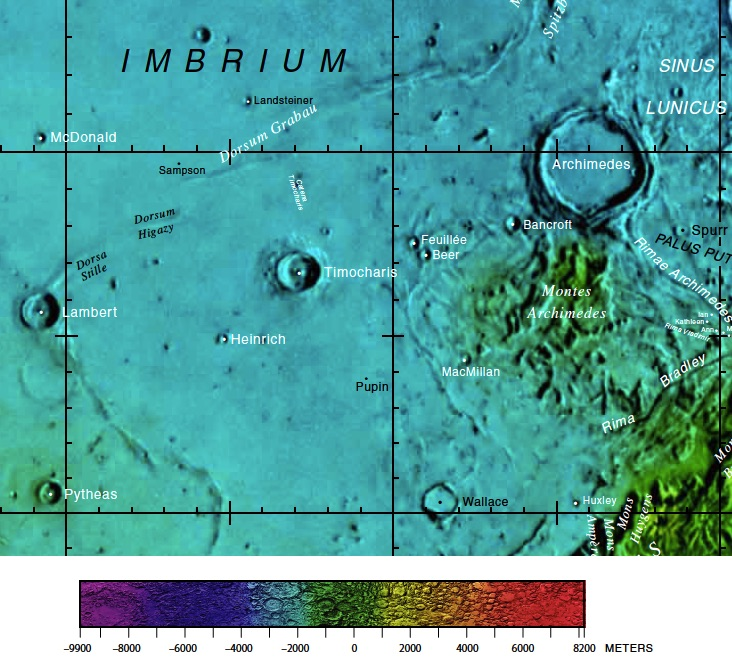
麦克唐纳陨石坑的周边，月球正面区域图 。

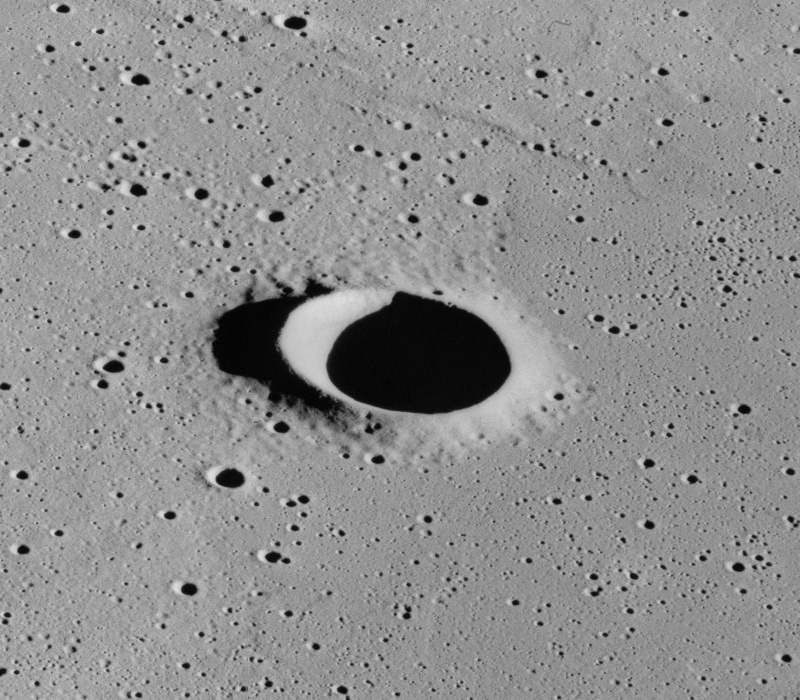
阿波罗15号拍摄的斜视图

该陨坑西侧和西北分别靠近卡本托陨石坑和卡利尼陨石坑、东侧和东南毗邻桑普森陨石坑及梯摩恰里斯陨石坑，更大朗伯陨石坑则横亘在它的南面。麦克唐纳陨石坑四周还分布着一系列的皱岭，西南是齐克尔山脊和拉西尔山、东面为葛利普山脊、东南和南面分别延伸着赫加齐山脊和施蒂勒山脊。该陨坑中心月面坐标为30°23′N 20°53′W / 30.39°N 20.88°W，直径6.97公里，深约1.17公里。
麦克唐纳陨石坑外观呈圆杯状，几乎未受到撞击侵蚀，坑壁最大高出周边地形260米，内部容积约13.54公里3，陨坑形态特征隶属于"ALC 型"(以该类陨石坑的典型代表—卫星坑"阿尔巴塔尼环形山 C"所命名)。在1973年被国际天文学联合会正式命名前，该陨坑曾被称作卫星坑"卡利尼 B"(所谓的"卫星坑标记法"：以所靠近的主坑名+字母来命名)。

## 另请参阅
- Andersson, L. E.; Whitaker, E. A. . NASA RP-1097. 1982.
- Blue, Jennifer. . USGS. July 25, 2007  [2007-08-05]. （原始内容存档于2019-12-05）.
- Bussey, B.; Spudis, P. . New York: Cambridge University Press. 2004. ISBN 978-0-521-81528-4.
- Cocks, Elijah E.; Cocks, Josiah C. . Tudor Publishers. 1995. ISBN 978-0-936389-27-1.
- McDowell, Jonathan. . Jonathan's Space Report. July 15, 2007  [2007-10-24]. （原始内容存档于2019-06-21）.
- Menzel, D. H.; Minnaert, M.; Levin, B.; Dollfus, A.; Bell, B. . Space Science Reviews. 1971, 12 (2): 136–186. Bibcode:1971SSRv...12..136M. doi:10.1007/BF00171763.
- Moore, Patrick. . Sterling Publishing Co. 2001. ISBN 978-0-304-35469-6.
- Price, Fred W. . Cambridge University Press. 1988. ISBN 978-0-521-33500-3.
- Rükl, Antonín. . Kalmbach Books. 1990. ISBN 978-0-913135-17-4.
- Webb, Rev. T. W.  6th revised. Dover. 1962. ISBN 978-0-486-20917-3.
- Whitaker, Ewen A. . Cambridge University Press. 1999. ISBN 978-0-521-62248-6.
- Wlasuk, Peter T. . Springer. 2000. ISBN 978-1-85233-193-1.